# Легка атлетика на літніх Олімпійських іграх 1904
Змагання з легкої атлетики на літніх Олімпійських іграх 1904 були проведені з 29 серпня по 3 вересня в Сент-Луїсі на стадіоні «Френсіс Філд».
Як і попередньої Олімпіади, у змаганнях брали участь лише чоловіки. Через абсолютну більшість американських атлетів у стартових протоколах змагання справляли враження національної першості США.
Арена змагань з гаревими доріжками була спеціально побудована для Ігор. Довжина кола складала 1/3 мілі (536,44 м).
Порівняно з попередньою Олімпіадою, перелік дисциплін Ігор в Сент-Луїсі зазнав змін. З програми змагань був виключений біг на 4000 метрів з перешкодами, проте були додані три нові — метання ваги (сняряд важив 56 фунтів або 25,4 кг), триборство та десятиборство. Командна першість визначалась у бігу на 4 милі (6437,38 м) замість 5-кілометрової дистанції на попередніх Іграх.
Медалі в обох дисциплінах багатоборства були розіграні на початку липня, одночасно з олімпійськими гімнастичними змаганнями.
Триборство включало стрибки у довжину, штовхання ядра та біг на 100 ярдів. Незважаючи на те, що Міжнародний олімпійський комітет на сьогодні відносить цю дисципліну до саме легкоатлетичних змагань Ігор-1904, учасниками змагань з триборства були гімнасти, а власне дисципліна була на час проведення Ігор складовою гімнастичної програми.
Олімпійська першість з десятиборства хоч і розігрувалась одночасно з гімнастичними дисциплінами в липні, але в ній брали участь легкоатлети. Спортсмени виступали впродовж одного дня в 10 дисциплінах (біг на 100 ярдів, штовхання ядра, стрибки у висоту, біг на 880 ярдів, метання молота, стрибки з жердиною, біг на 120 ярдів з бар'єрами, метання ваги, стрибки у довжину та біг на 1 милю).
Марафонська дистанція загальною довжиною 40 км була прокладена навколишніми дорогами зі стартом та фінішем на стадіоні.

## Призери

### Індивідуальна першість
| Дисципліни                | Золото                     | Золото    | Срібло                       | Срібло    | Бронза                       | Бронза    |
| ------------------------- | -------------------------- | --------- | ---------------------------- | --------- | ---------------------------- | --------- |
| 60 метрів                 | Арчі Ган · США             | 7,0       | Вільям Хогенсон · США        | 7,2       | Фей Маултон · США            | 7,2       |
| 100 метрів                | Арчі Ган · США             | 11,0      | Нейт Картмелл · США          | 11,2      | Вільям Хогенсон · США        | 11,2      |
| 200 метрів                | Арчі Ган · США             | 21,6      | Нейт Картмелл · США          | 21,9      | Вільям Хогенсон · США        | 22,1      |
| 400 метрів                | Гаррі Гіллман · США        | 49,2      | Френк Воллер · США           | 49,9      | Герман Громан · США          | 50,0      |
| 800 метрів                | Джеймс Лайтбоді · США      | 1.56,0    | Говард Валентайн · США       | 1.56,3    | Еміль Брайткройтц · США      | 1.56,4    |
| 1500 метрів               | Джеймс Лайтбоді · США      | 4.05,4    | Вільям Вернер · США          | 4.06,8    | Лейсі Гірн · США             | 4.07,2    |
| 110 метрів з бар'єрами    | Фредерік Шуле · США        | 16,0      | Тадеус Шіделер · США         | 16,3      | Леслі Ашбернер · США         | 16,4      |
| 200 метрів з бар'єрами    | Гаррі Гіллман · США        | 24,6      | Френк Каслмен · США          | 24,9      | Джордж Поедж · США           | 25,2      |
| 400 метрів з бар'єрами    | Гаррі Гіллман · США        | 53,0      | Френк Воллер · США           | 53,2      | Джордж Поедж · США           | 58,4      |
| 2590 метрів з перешкодами | Джеймс Лайтбоді · США      | 7.39,6    | Джон Дейлі · Велика Британія | 7.40,6    | Артур Ньютон · США           | 7.45,6    |
|                           |                            |           |                              |           |                              |           |
| Марафон                   | Томас Гікс · США           | 3:28.53,0 | Альберт Корі · США           | 3:34.52,0 | Артур Ньютон · США           | 3:47.33,0 |
|                           |                            |           |                              |           |                              |           |
| Стрибки у висоту          | Самуель Джонс · США        | 1,80      | Гарретт Сервісс · США        | 1,77      | Пауль Вайнштайн · Німеччина  | 1,77      |
| Стрибки у висоту з місця  | Рей Юрі · США              | 1,60      | Джозеф Стадлер · США         | 1,44      | Лоусон Робертсон · США       | 1,44      |
| Стрибки з жердиною        | Чарльз Дворак · США        | 3,50      | Лерой Семс · США             | 3,35      | Луїс Вілкінс · США           | 3,35      |
| Стрибки у довжину         | Маєр Прінштейн · США       | 7,34      | Денієл Франк · США           | 6,89      | Роберт Стенгленд · США       | 6,88      |
| Стрибки у довжину з місця | Рей Юрі · США              | 3,47      | Чарльз Кінг · США            | 3,27      | Джон Біллер · США            | 3,25      |
| Потрійний стрибок         | Маєр Прінштейн · США       | 14,35     | Фред Енгельгардт · США       | 13,90     | Роберт Стенгленд · США       | 13,36     |
| Потрійний стрибок з місця | Рей Юрі · США              | 10,54     | Чарльз Кінг · США            | 10,16     | Джозеф Стадлер · США         | 9,60      |
| Штовхання ядра            | Ральф Роуз · США           | 14,81     | Веслі Коу · США              | 14,40     | Лоуренс Феєрбах · США        | 13,37     |
| Метання диска             | Мартін Шерідан · США       | 39,28     | Ральф Роуз · США             | 39,28     | Ніколаос Георгантас · Греція | 37,68     |
| Метання молота            | Джон Фленаган · США        | 51,23     | Джон Девітт · США            | 50,26     | Ральф Роуз · США             | 45,73     |
| Метання ваги              | Етьєн Демарто · Канада     | 10,46     | Джон Фленаган · США          | 10,16     | Джеймс Мітчелл · США         | 10,13     |
|                           |                            |           |                              |           |                              |           |
| Триборство                | Макс Еммеріх · США         | 35,7 очок | Джон Гріб · США              | 34,0      | Вільям Мерц · США            | 32,9      |
| Десятиборство             | Том Кілі · Велика Британія | 6036 очок | Адам Ганн · США              | 5907      | Тракстан Гейр · США          | 5813      |

### Командна першість
| Дисципліна | Золото                                                                                              | Золото  | Срібло | Срібло | Бронза       | Бронза |
| ---------- | --------------------------------------------------------------------------------------------------- | ------- | --- | ------ | ------------ | ------ |
| 4 милі     | США Артур Ньютон (1 очко) Джордж Андервуд (5) Пол Пілгрім (6) Говард Валентайн (7) Девід Мансон (8) | 27 очок | Змішана команда Джеймс Лайтбоді (USA) (2) Вільям Вернер (USA) (3) Лейсі Гірн (USA) (4) Альберт Корі (USA) (9) Сідні Гетч (USA) (10) | 28     | не вручалась |        |

## Медальний залік
| Місце | Країна          | Золото | Срібло | Бронза | Загалом |
| ----- | --------------- | ------ | ------ | ------ | ------- |
| 1     | США             | 23     | 23     | 22     | 68      |
| 2     | Велика Британія | 1      | 1      | 0      | 2       |
| 3     | Канада          | 1      | 0      | 0      | 1       |
| 4     | Змішана команда | 0      | 1      | 0      | 1       |
| 5     | Німеччина       | 0      | 0      | 1      | 1       |
| 5     | Греція          | 0      | 0      | 1      | 1       |